# プリモ・ネビオロ

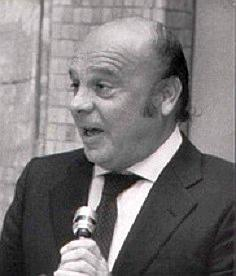
プリモ・ネビオロ

プリモ・ネビオロ（Primo Nebiolo、1923年7月14日 - 1999年11月7日）は、イタリア・トリノ出身の男子陸上競技選手、主導者。法学博士。国際陸上競技連盟（IAAF）会長を務めたことで知られている。

## 経歴
若かりし頃、競技生活現役時代のネビオロは走幅跳の選手であった。第二次世界大戦ではドイツ軍のイタリア進駐に抵抗して戦った。戦後にトリノ大学へ入学、法学と政治学を専攻し法学博士を取得した。大学卒業後は建設業の実業家になった。1961年、ネビオロは国際大学スポーツ連盟会長に就任し、特にユニバーシアード開催を取りまとめた。1969年から1989年の間にはイタリア陸上競技連盟会長を務めた。ネビオロは多くの役職を歴任、1972年に国際陸上競技連盟評議員、1983年にオリンピック夏季大会競技団体連合会長、1992年に国際オリンピック委員会（IOC）委員にそれぞれ就任した。ネビオロは、故郷トリノへの2006年冬季オリンピック開催誘致実現に関しての役割も務めた。
1981年11月の国際大学スポーツ連盟(FISU)総会で、1985年ユニバーシアード神戸大会が決まると、当時日本サッカー協会理事及び日本オリンピック委員会常任理事でもあった岡野俊一郎が「日本サッカーにとって大学サッカーは重要」との考えから来日していた当時世界のスポーツ界に強い影響力を持っていた岡野の友人のホルスト・ダスラー(アディダス創始者アドルフ・ダスラーの息子)にユニバーシアード神戸大会からサッカーを正式競技にする為、助力を頼んだ。すると、ホルスト・ダスラーはニューヨークにいたこれまた岡野の友人でもある国際大学スポーツ連盟(FISU)会長であったネビオロに電話をかけ、岡野に取り次いだ。岡野の依頼を承諾したネビオロは、FISU実行委員会から最初反対を受けたが、ネビオロが強引に規約を改正して、ユニバーシアード神戸大会から正式競技にした。以後現在も、サッカーはユニバーシアードの正式競技となっている(2019年ナポリ大会がユニバーシアードサッカー競技としての最後の大会となり、国別の大学代表ではなく、大学単一チームが出場する大学サッカー世界選手権大会が新設される予定である)。
1981年ネビオロは第4代国際陸上競技連盟会長に就任した。1983年の世界陸上競技選手権大会導入に留まらず、広告収入と放映権料を元に1984年から賞金レースを導入しグランプリシリーズを創設するなど、国際アマチュア陸上競技連盟（International Amateur Athletics Federation）のアマチュア路線から現実的な商業的路線への組織改革を統括した。賞金レース導入に伴う選手への拝金主義の影響を指摘される一方、世界陸上競技選手権大会への賞金制導入を1997年アテネ大会まで遅らせるなど、選手の金銭的要求に対して容易に認めない方針をもって交渉に当たった。1987年に国際陸上競技連盟の議決制度を改革し、従来のヨーロッパ・アメリカ諸国に偏重した発言権を改め、全加盟国に一国一票の権利を導入した。国際陸上競技連盟の資金を活用して後進地域であるアジア・アフリカの途上国への投資を行ない、陸上競技の普及促進に努めた。
1999年11月、心臓発作によりローマで死去するまでネビオロは国際陸上競技連盟会長の職に在った。ネビオロの死後、暫定会長は副会長のラミーヌ・ディアックが務め、ディアックは後に会長に選出された。国際オリンピック委員会のフアン・アントニオ・サマランチ会長はネビオロを「20世紀最大のスポーツマンの1人」と評した。
メッシーナにある1998年第33回IBAFワールドカップ開催球場となったスタディオプリモネビオロは、ネビオロに敬意を表して命名されたものである。